# Bielice (Torzym)
Bielice (deutsch Beelitz bei Reppen, Kreis Weststernberg) ist ein Dorf in der polnischen Woiwodschaft Lebus und gehört zur Gmina Torzym (Sternberg) im Kreis Sulęcin (Zielenzig).

## Geographische Lage
Bielice liegt zwischen den Städten Rzepin (Reppen) und Torzym (Sternberg) drei Kilometer nördlich der polnischen Landesstraße 2 bzw. der schon ausgebauten Autobahn 2, die von Świecko (Schwetig) an der deutsch-polnischen Grenze bis nach Terespol an der polnisch-belarussischen Grenze führt (und bis Schwiebus (polnisch: Świebodzin) auf der Trasse der ehemaligen deutschen Reichsstraße 167 verläuft). Zwischen Bielice (Beelitz) und Boczów (Bottschow) findet sich die Trasse der nie bis hierher fertig ausgebauten Reichsautobahn 8 (gemäß Nummerierung ab 1938), deren Streckenabschnitt westlich der Oder jetzt die Bezeichnung BAB 12 führt.
Bis nach Torzym sind es zehn Kilometer, die Kreisstadt Sulęcin (Zielenzig) ist 13 Kilometer entfernt.
Die nächste Bahnstation Boczów (Bottschow) liegt drei Kilometer südlich an der Staatsbahnlinie 3 von Frankfurt (Oder)/Kunowice (Kunersdorf) nach Posen und weiter nach Warschau.

## Ortsname
Die deutsche Bezeichnung Beelitz findet sich in Deutschland mehrfach, während der polnische Name Bielice in Polen gleich dreizehn Mal vorkommt.

## Geschichte
Bis 1945 war Beelitz ein Ort im Landkreis Weststernberg (Sitz: Reppen in der Neumark, heute: Rzepin) im Regierungsbezirk Frankfurt (Oder) in der preußischen Provinz Brandenburg. Das Dorf gehörte zum Amts- und Standesamtsbezirk Klauswalde (heute polnisch: Wystok), zum Amtsgericht Reppen und zum Finanzamt Drossen (Ośno Lubuskie).
Im Jahre 1910 zählte die Gemeinde Beelitz zusammen mit dem Gutsbezirk Beelitz 236 Einwohner, im Jahre 1925 waren es 257, und diese Zahl sank bis 1933 auf 168 und stand 1939 bei 174.
Seit 1945 ist Beelitz unter dem Namen Bielice ein polnisches Dorf und gehört zur Stadt-und-Land-Gemeinde Torzym im Powiat Sulęciński in der Woiwodschaft Lebus.

## Kirche
Bis 1945 lebte in Beelitz eine vorwiegend evangelische Bevölkerung. Das Dorf war eine selbständige Kirchengemeinde, gehörte als Filialgemeinde jedoch zum Kirchspiel Laubow (heute polnisch: Lubów) im Kirchenkreis Drossen (Ośno Lubuskie) in der Kirchenprovinz Brandenburg der Kirche der Altpreußischen Union.
Seit 1945 ist die Bevölkerung von Bielice überwiegend katholischer Konfession. Das Dorf gehört jetzt zur Pfarrei Boczów (Bottschow) im Dekanat Rzepin (Reppen) im Bistum Grünberg-Landsberg der Katholischen Kirche in Polen. Heute hier lebende evangelische Kirchenglieder gehören jetzt zum Kirchspiel Gorzów Wielkopolski (Landsberg a.d. Warthe) mit dem Kirchort Słubice (Frankfurt (Oder)-Dammvorstadt) in der Diözese Breslau der Evangelisch-Augsburgischen Kirche in Polen.